# Kontakt Sammlung
Die Kontakt Sammlung (ehemals Kontakt. Die Kunstsammlung der Erste Group und ERSTE Stiftung) wurde 2004 in Zusammenarbeit mit der Erste Group gegründet. Die Sammlung widmet sich den künstlerischen Entwicklungen in Mittel-, Ost- und Südosteuropa, die in der jüngsten Kunstgeschichte sowie im öffentlichen Bewusstsein bis zu diesem Zeitpunkt kaum verankert waren. Mit diesem Fokus auf die Kunstproduktion der sich radikal verändernden politischen Geografien Europas nimmt Kontakt einen Sonderstatus innerhalb öffentlicher und privater Sammlungen ein.
Das Ziel der Sammlung ist es, die Werke durch Museen und Ausstellungshäuser in Mittel-, Ost- und Südosteuropa und in anderen Ländern wandern zu lassen („nomadische Sammlung“). Die Sammlung steht als Ganzes oder in Teilen für Museen und Ausstellungshäuser weltweit zur Verfügung, um öffentliche Institutionen zu unterstützen, deren finanzielle Lage oftmals fragil ist. Mit der wissenschaftlichen Förderung von Publikationen und Künstlerarchiven ermöglicht Kontakt eine umfassende Einschreibung der nach wie vor ungenügend erforschten Kunst Mittel-, Ost- und Südosteuropas in eine globale Kunstgeschichte.

## Beirat
Ein internationaler Kunstbeirat bestehend aus Silvia Eiblmayr, Georg Schöllhammer, Jiří Ševčík, Branka Stipančić und Adam Szymczyk entschied bis 2024 über die Ankäufe vor dem Hintergrund einer konsistenten inhaltlichen Konzeption und Ausstellungspraxis. Der thematische Schwerpunkt liegt auf der Beschäftigung mit spezifischen Aspekten der Gegenwartskunst in Mittel-, Ost- und Südosteuropa. Die individuellen Zugänge der einzelnen Mitglieder ermöglichen sowohl eine ausdifferenzierte Betrachtung konkreter Themenfelder als auch die inhaltliche Schwerpunktsetzung der Sammlung.

## Leitung
2014 wurde die Kuratorin Kathrin Rhomberg Vorstandsvorsitzende des Trägervereins der Kontakt Sammlung. Rhomberg war von 1990 bis 2001 Kuratorin und Leiterin des Ausstellungsbüros der Wiener Secession, 2000 Co-Kuratorin der Manifesta 3 in Ljubljana. Von 2002 bis 2007 war sie Direktorin des Kölnischen Kunstvereins und 2010 kuratierte sie die 6. Berlin Biennale.

## Künstler der Sammlung
Milan Adamčiak, Marc Adrian, Paweł Althamer, Heimrad Bäcker, Maja Bajević, Zbyněk Baladrán, Maja Bajević, Mária Bartuszová, Lutz Becker, Walter Benjamin, Sokol Beqiri, Ștefan Bertalan, Linda Bilda, Bilda/Müller, Bitter/Weber, Cezary Bodzianowski, Luchezar Boyadjiev, Pavel Brăila, Geta Brătescu, Dietmar Brehm, Stuart Brisley, Ernst Caramelle, Dalibor Chatrný, Collective Exhibition, Roman Cotoșman, Florina Coulin, Attila Csernik, Anna DaučíkováGeorg Decristel, Boris Demur, Ricarda Denzer, Carola Dertnig, Goran Đorđević, Stanisław Dróżdż, Karoly Elekes, Roza El-Hassan, Miklós Erdély, VALIE EXPORT, Filko/Laky/Zavarský, Stano Filko, Constantin Flondor, Andreas Fogarasi, Ladislav Galeta, Heinz Gappmayr, Marcus Geiger, Gorgona, Tomislav Gotovac, Ion Grigorescu, Friedl vom Gröller, Igor Grubić, Grupa Azorro, Grupa KÔD, Grupa šestorice autora, Gržinić/Šmid, Nilbar Güreș, Maria Hahnenkamp, Tibor Hajas, Flaka Haliti, Edi Hila, Heidrun Holzfeind, Karoly Hopp-Halász, Imagination/Idea, IRWIN, Pravdoliub Ivanov, Sanja Iveković, Libuše Jarcovjáková, Johann Jascha, Anne Maria Jehle, Željko Jerman, Anna Jermolaewa, Krzysztof Jung, Nikita Kadan, Zhanna Kadyrova, Šejla Kamerić, Alina Kleytman, Julije Knifer, Milan Knižak, Daniel Knorr, Jiří Kolář, Běla Kolářová, Július Koller, Eva Koťátková, Jiří Kovanda, Ivan Kožarić, Barbara Kozłowska, Edward Krasiński, Zofia Kulik, Paweł Kwiek, KwieKulik, Katalin Ladik, Denisa Lehocká, Yuri Leiderman, Zbigniew Libera, Ulrike Lienbacher, Little Warsaw, Ana Lupaș, Kazimir Malevich, Karel Malich, David Maljković, Ján Mančuška, Mangelos, Jolanta Marcolla, Dorit Margreiter, Vlado Martek, Dalibor Martinis, Slavko Matkoković, Mara Mattuschka, Dóra Maurer, Christoph Mayer, Karel Miler, Jan Mlčoch, Ivan Moudov, Natalia LL, Paul Neagu, Josef Nöbauer, NSK, OHO, Roman Ondák, Tanja Ostojić, Adrian Paci, Neša Paripović, Andrzej Partum, Ewa Partum, Manuel Pelmuș, Friederike Pezold, Tadej Pogačar, Cora Pongracz, Zoran Popović, Florian Pumhösl, R.E.P. Group, Oliver Ressler, Jozef Robakowski, Erna Rosenstein, Boryana Rossa, Zygmunt Rytka, Zorka Ságlová, Wilhelm Sasnal, Hans Scheirl, Toni Schmale, Edita Schubert, Kateřina Šeda, Erzen Shkolloli, Škart, Nedko Solakov, Margherita Spiluttini, Roman Stańczak, Tamás St. Auby, Petr Štembera, Mladen Stilinović, Sven Stilinović, Ceija Stojka, Fedir Tetyanych, Sophie Tun, Raša Todosijević, Slaven Tolj, Milica Tomić, Endre Tót, Goran Trbuljak, Zsuzsi Ujj, Piotr Uklański, Jiří Valoch, Vătămanu/Tudor, Fedor Vučemilović, Zbigniew Warpechowski, Peter Weibel, Lois Weinberger, Elisabeth Wild, Manfred Willmann, Yarema Malashchuk & Roman Khimei, Artur Żmijewski, Želimir Žilnik, Heimo Zobernig

## Kataloge
- Kontakt. The Art Collection of Erste Group and ERSTE Foundation. Editors: Ivana Bago, Milena Bartlová u. a. Köln: König 2017. ISBN 978-3-96098-267-8.
- Der Canaletto-Blick. Ein Kunst am Bau-Projekt. Texte: Pierre Bal-Blanc und Kathrin Rhomberg. Wien: Erste Group Bank AG 2017.
- Gender Check. Rollenbilder in der Kunst Osteuropas. Ausstellungskatalog. Köln: König 2009. ISBN 978-3-902490-58-2.